# Andover, Hampshire
Andover este un oraș în comitatul Hampshire, regiunea South East England, Anglia. Orașul se află în districtul Test Valley a cărui reședință este.
Aici s-a născut atleta Holly Mills (n. 2000).